# ژان گاون
ژان گاون (فرانسوی: Jean Gaven‎; ۱۶ ژانویهٔ ۱۹۲۲ – ۵ مهٔ ۲۰۱۴) یک هنرپیشه اهل فرانسه بود.
از فیلم‌ها یا برنامه‌های تلویزیونی که وی در آن نقش داشته‌است می‌توان به بوته چینی اشاره کرد.